# Liburnia segstum
Liburnia segstum är en insektsart som först beskrevs av Haupt 1927.  Liburnia segstum ingår i släktet Liburnia och familjen sporrstritar. Inga underarter finns listade i Catalogue of Life.